# Jüdischer Friedhof (Mehle)
Beim Jüdischen Friedhof Mehle handelt es sich um den ehemaligen jüdischen Friedhof im Ortsteil Mehle der Stadt Elze im niedersächsischen Landkreis Hildesheim. Auf dem ehemals 1479 m² großen Friedhof „Im Dorfe“ sind keine Grabsteine mehr vorhanden.

## Geschichte
Im Jahr 1903 wurde der Friedhof „behördlicherseits wegen des zu hohen Grundwasserspiegels geschlossen.“ Trotzdem fand 1925 eine letzte Beerdigung statt. Der Friedhof wurde 1939 verkauft, dem neuen Besitzer wurde gestattet, die Grabsteine zu beseitigen. Diese wurden vermutlich zum Straßenbau verwendet. Von den Grabsteinen „sind drei Fragmente wieder aufgetaucht und in das Elzer Heimatmuseum überführt worden.“ Heute befindet sich auf dem ehemaligen Friedhofsgelände eine Tischlerei.